# 강남상어
강남상어(Pseudocarcharias kamoharai)는 강남상어과(Pseudocarchariidae)의 유일종으로 악상어의 일종이다. 전 세계 온대 해양의 약간 깊은 곳에서 서식한다. 전체 길이는 약 1.1m이다.

## 분포 및 서식지
한국 남해안을 포함하여, 전 세계의 온대 및 아열대, 열대 해역 등에 분포한다. 일본 근해의 동해 쪽은 산인 지방 아래 아래 지역에, 태평양 쪽은 시코쿠 부근 남쪽에 서식하고 있다. 바다 표면에서 수심 590m 이내의 심해에 서식하고 있다.

## 형태

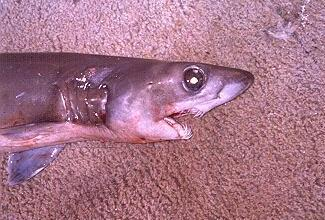

몸길이는 암수 모두 최대 110cm이다. 악상어목 종 중에서 가장 작은 종이다. 몸 등쪽은 짙은 갈색, 배쪽은 담갈색을 띤다. 제1등지느러미는 크고, 제2등지느러미는 작다.